# Кре (Сарт)
Кре (фр. Cré) је насељено место у Француској у региону Лоара, у департману Сарт.
По подацима из 2011. године у општини је живело 796 становника, а густина насељености је износила 46,31 становника/km².

## Демографија
| 1962. | 1968. | 1975. | 1982. | 1990. | 2011. |
| ----- | ----- | ----- | ----- | ----- | ----- |
| 564   | 507   | 449   | 573   | 604   | 796   |